# Elżbieta Nowak (lekkoatletka)
Elżbieta Nowak (ur. 22 września 1952) – polska lekkoatletka, specjalizująca się w biegach sprinterskich.
Na europejskich igrzyskach juniorów w Lipsku w 1968 zdobyła brązowy medal w sztafecie 4 × 100 metrów (polska sztafeta biegła w składzie: Krystyna Mandecka, Urszula Soszka, Danuta Kopa oraz Nowak) oraz zajęła 6. miejsce w biegu na 100 metrów. Na mistrzostwach Europy juniorek w Paryżu w 1970 zdobyła złoty medal w sztafecie 4 × 100 metrów (wspólnie z Anielą Szubert, Urszulą Soszką i Heleną Kerner), ponadto awansowała do półfinału biegu na 100 metrów, w którym zajęła 5. miejsce. Podczas mistrzostw Polski w Warszawie w 1970 zdobyła brązowy medal w  biegu na 200 metrów.
Matka Elżbiety Nowak, Joanna (1926–2008), również była lekkoatletką, m.in. mistrzynią Polski w biegu na 400 metrów (Łódź 1955).